# Fontane di piazza San Pietro
Le fontane gemelle di piazza San Pietro, si trovano a Città del Vaticano, nell'omonima piazza, compresa nel territorio della Città del Vaticano, e sono collocate sull'asse maggiore della piazza ellittica in linea con l'obelisco egiziano al centro. 

## L'"Acqua Paola"
All'inizio del XVII secolo le aree a destra del Tevere erano ancora scarsamente approvvigionate d'acqua, e la dotazione idrica delle zone di Trastevere, del Vaticano e di Borgo fu uno dei primi problemi affrontati dal papa Paolo V appena eletto. In realtà, come già per alcuni dei suoi recenti predecessori, il fine ultimo del pontefice era di poter disporre di una cospicua riserva d'acqua corrente per i giardini della sua residenza vaticana, ma il Comune di Roma accettò di contribuire alle spese per il ripristino dell'antico acquedotto Traiano che, ricevendo acqua dal lago di Bracciano, avrebbe consentito l'autonomia idrica delle zone a destra del fiume. Iniziati i lavori nel 1608, nel 1610 fu portato a termine il progetto principale dell'”Acqua Paola”, al quale vennero aggiunte alcune condotte secondarie che consentissero all'acqua di raggiungere, tra l'altro, il Vaticano e di alimentare alcune fontane progettate o rinnovate per l'occasione.

## La fontana antica
Tra le altre, nell'antica piazza antistante la basilica costantiniana di San Pietro, già dal 1490 esisteva una fontana situata in posizione decentrata verso destra (guardando la basilica), alimentata con acqua di sorgenti dello stesso colle Vaticano e del Gianicolo (le stesse che alimentavano anche la fontana di piazza Santa Maria in Trastevere), incanalate in condutture vecchie di circa 1.000 anni. La struttura originaria dell'antica fontana era composta da una base circolare con tre gradini, sulla quale erano posti due catini di diversa dimensione, che ricevevano acqua da un elemento centrale decorato. Un restauro fu operato nel 1501 dall'architetto Alberto da Piacenza, forse con la collaborazione del Bramante.
Sebbene impegnato nella costruzione della parte anteriore e della nuova facciata della basilica di San Pietro, nel 1614 Carlo Maderno si occupò anche di dare un'adeguata sistemazione alla piazza. Si poneva infatti, tra l'altro, il problema di trasformare uno spazio abbastanza indifferenziato, quale era l'antica platea Sancti Petri, in uno spazio monumentale e rappresentativo, direttamente funzionale alla basilica. Il nuovo acquedotto forniva, inoltre, l'occasione per demolire e ricostruire in senso più moderno la preesistente fontana. Furono eliminati i tre gradini ed il catino sommitale, che venne sostituito con un elemento a tazza, di dimensioni poco inferiori al catino più basso, ma capovolto. La superficie esterna della tazza, lavorata con piccole tegole a rilievo, aveva lo scopo di frantumare in una quantità di piccole gocce l'acqua che riceveva in caduta dall'abbondante getto centrale di 7 zampilli, e che così pioveva, con un originale e innovativo effetto “velo”, nella vasca sottostante, unico pezzo in granito recuperato dalla fontana originale. Considerata la notevole quantità d'acqua disponibile, l'intera fontana poté essere sollevata su una base ottagonale, le cui facce riportavano lo stemma pontificio e l'immagine di due delfini avvinghiati. L'intero corpo fu posto in una vasca molto più ampia, leggermente ovaleggiante con profilo mistilineo (sul modello delle fontane dellaportiane). Non venne però modificata la posizione originaria, che era alcuni metri più a sud-est di quella attuale.

## La fontana gemella

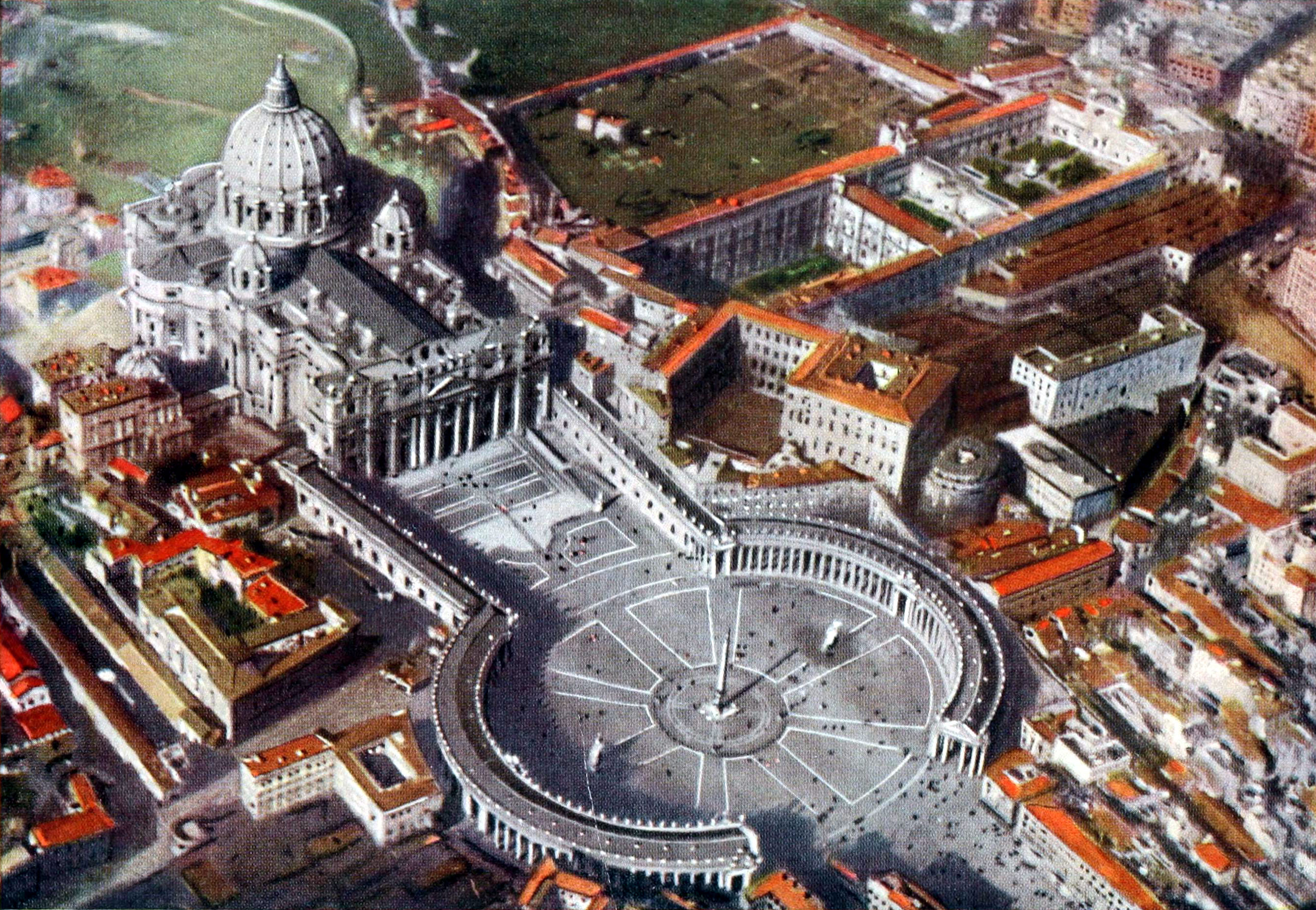
Una fotografia aerea del 1921 mostra la simmetricità delle fontane e dell'obelisco sull'asse maggiore dell'ovale della piazza.

Dopo il 1657 Gian Lorenzo Bernini cominciò ad occuparsi della sistemazione definitiva della piazza. Mentre veniva edificato il maestoso colonnato ovale, destinato a dare unitarietà armonica all'architettura dell'intero complesso piazza-basilica, fu evidente come quell'unica fontana, decentrata rispetto alla piazza e al colonnato, rappresentava un elemento di disordine rispetto alla simmetricità dell'opera che si stava realizzando. Se non poteva essere posizionata al centro della piazza, già occupato dall'obelisco che papa Sisto V aveva fatto innalzare nel 1586, si poteva solo metterla su un lato, ma in tal caso la simmetria esigeva che ce ne fosse un'altra, uguale, esattamente sul lato opposto.
Nel 1667 venne dunque spostata e sistemata nella posizione attuale, esattamente in linea con  l'obelisco e l'asse maggiore dell'ovale della piazza. L'altra fontana, esattamente identica alla prima salvo che per lo stemma pontificio (di papa Clemente X anziché di Paolo V) e degli elementi decorativi, fu posizionata simmetricamente all'altra sul lato sud della piazza e venne inaugurata il 28 giugno 1677.
La realizzazione della “gemella”, in travertino, sembra doversi assegnare a Carlo Fontana, sebbene lo stesso ne attribuisca la paternità al Bernini.

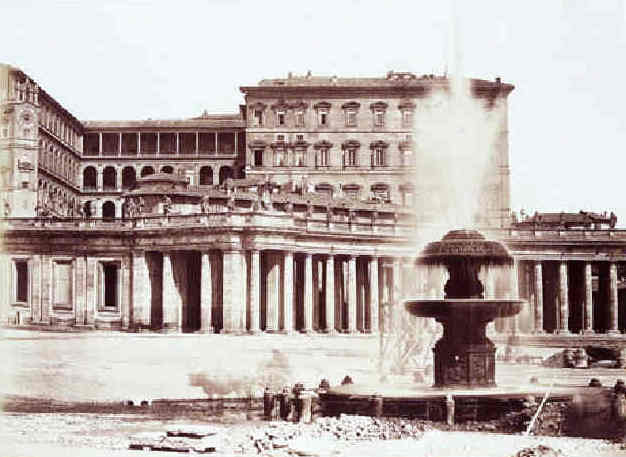
Una foto dell'800 in cui è evidente l'altissimo getto delle fontane

La seconda fontana poneva però un problema di pressione idrica, che non era sufficiente ad alimentare adeguatamente entrambe e che era la causa del ritardo nell'inaugurazione. Un aumento della portata dell'Acqua Paola non sembrò in grado di risolvere il problema, anche perché l'acqua non era potabile, e le fontane dell'epoca erano anche utilizzate per uso pubblico. Ciononostante Flavio Orsini, proprietario del lago di Bracciano da cui attingeva l'”Acqua Paola”, riuscì a vendere (a carissimo prezzo) al papa Clemente X un'ulteriore quota dell'acqua del lago, riuscendo, sembra, a convincerlo che l'acqua fosse potabile. Concluso l'accordo, l'acqua arrivò non solo in quantità più che abbondante, ma anche con un aumento di pressione tale da consentire alle due fontane di avere un getto altissimo (circa 8 metri, praticamente quanto l'altezza delle fontane stesse), che fu conservato fino alla seconda metà del XX secolo, quando, a seguito di un intervento di restauro (ricordato sulla fontana di sinistra) durante il pontificato di Paolo VI, fu drasticamente ridotto, contemporaneamente all'installazione di un sistema di riciclo dell'acqua.